# Meliphaga
Meliphaga is een geslacht van zangvogels uit de familie honingeters (Meliphagidae). 

## Kenmerken
Honingeters uit dit geslacht lijken sterk op elkaar en ze zijn tussen de 14 en 21 cm lang. Zij onderscheiden zich van elkaar door het verspreidingsgebied waarin ze voorkomen, hun roep en de grootte en kleur van een vlek op de oorstreek en het formaat en de kleur van de "teugel" (horizontaal streepje op de kop in verlengde van mondhoek zie afbeelding).

## Verspreiding en leefgebied
Het zijn endemische vogelsoorten uit Nieuw-Guinea of Australië.

## Taxonomie
Volgens DNA-onderzoek naar de taxonomie van de vogels uit 2007 kunnen binnen dit geslacht twee duidelijke clades worden onderscheiden.  Een kleine groep met daarin geeloorhoningeter, Torreshoningeter en Aroe-honingeter, vervolgens een grote groep met daarin de overige 12 soorten.
Dankzij onder andere in 2019 gepubliceerde DNA-onderzoek zijn er daarna tien soorten uit dit geslacht afgesplitst en verplaatst naar het geslacht Microptilotis.

### Soortenlijst
- Meliphaga aruensis  – Aroehoningeter
- Meliphaga lewinii  – Geeloorhoningeter
- Meliphaga notata  – Torreshoningeter